# Вигстрём, Хенрик
Хенрик Иммануэль Вигстрём (швед. Henrik Immanuel Wigström; 1862, Экенес, Великое княжество Финляндское — 1923, Териоки, Финляндия) — один из известнейших финских ювелиров XIX—XX веков; сотрудничал с фирмой Фаберже, являясь поставщиком российского императорского двора.

## Биография
Родился в 1862 году в Экенесе, в Великом княжестве Финляндском в простой рыбацкой семье (позднее отец работал сторожем местной церкви).
В 1872 году начал обучаться ювелирному делу у местного датского мастера Петтера Мадсе́на, занимавшегося изготовлением столового серебра.
В 1878 году приехал на заработки в Санкт-Петербург, где поступил подмастерьем в мастерскую фирмы Фаберже. Он был одним из способнейших учеников в связи с чем через некоторое время стал правой рукой ведущего мастера золотых дел Михаила Перхина, а когда в 1903 году Перхин скончался, ответственность за все важнейшие заказы, которые получала фирма Фаберже, легла на него. В этом качестве мастер трудился 14 лет.
В 1906 году Вигстрём становится главным мастером фирмы Фаберже, которая произвела с его участием тысячи великолепных ювелирных изделий из золота, серебра и драгоценных металлов — золотые часы и лорнеты с украшениями, серебряные вазы, бокалы и табакерки, фигурки зверей, рамки для фотографий с бриллиантовой осыпью и многое другое. Эстетическим источником для ювелира послужила эпоха Людовика XVI.
Деятельность художника, как и всей фирмы Фаберже, прервала революция октября 1917 года. Мастер переехал в Териоки на Карельском перешейке, где находилась его дача, и где он надеялся переждать несколько недель, пока обстановка нормализуется и он вернётся в Петроград, но ожиданиям не суждено было сбыться. 
Хенрик эмигрировал в Финляндию, скончался в 1923 году в местечке Оллила.

## Семья
- Внучка — Анни Сарви

## Интересные факты
3 февраля 2012 года, в рамках программы «Европа», на выставке World Money Fair в Берлине была представлена новая коллекционная серебряная монета, посвящённая ювелиру.